# شين كيبيل
شين كيبيل هو ممثل كندي، ولد في 4 يونيو 1986 بتورونتو في كندا.

## وصلات خارجية
- شين كيبيل على موقع IMDb (الإنجليزية)
- شين كيبيل على موقع إن إن دي بي (الإنجليزية)
- شين كيبيل على موقع قاعدة بيانات الفيلم (الإنجليزية)